# Monument als morts d'Elna
El monument als morts d'Elna és una escultura i memorial de guerra creat per l'escultor nordcatalà Aristides Maillol i situat a Elna (el Rosselló).
Commocionat per la Primera Guerra Mundial, Aristides Maillol va crear de manera gratuïta quatre monuments commemoratius de guerra a la seva comarca de naixement: a Elna (1921), Ceret (1922), Portvendres (1923) i Banyuls de la marenda (1933).

## Descripció
L'escultura, de bronze, és d'una dona dreta sobre un pedestal de pedra tallada tot sostenint una pancarta o banderola amb la inscripció "LA VILLE D'ELNE À SES ENFANTS MORTS POUR LA PATRIE". Al pedestal, els noms de tots els iliberencs morts a la Primera Guerra Mundial. Posteriorment també s'hi van posar els noms dels soldats d'Elna morts a la Segona Guerra Mundial o en les guerres d'Algèria o Indoxina.
L'estàtua fou titulada "La Pomona vestida" i era la variant d'una Flora feta per Maillol el 1910.